# لين فورد
لين فورد (بالإنجليزية: Len Ford)‏ (18 فبراير 1926 في الولايات المتحدة - 14 مارس 1972 في الولايات المتحدة) هو لاعب كرة قدم أمريكية ولاعب كرة سلة أمريكي في مركز طرف دفاعي ‏. لعب مع غرين باي باكرز وكلفلاند براونز ولوس أنجلوس دونز ‏.

## وصلات خارجية
- لين فورد على موقع سبورتس رفرنس (الإنجليزية)
- لين فورد على موقع مرجع كرة القدم المحترفة.كوم (الإنجليزية)